# Melanolophia subcrinita
Melanolophia subcrinita là một loài bướm đêm trong họ Geometridae.